# クローカー (潜水艦)
クローカー (USS Croaker, SS/SSK/AGSS/IXSS-246) は、アメリカ海軍の潜水艦。ガトー級潜水艦の一隻。艦名は鳴き声を上げるスズキ目ニベ科の総称に因む。

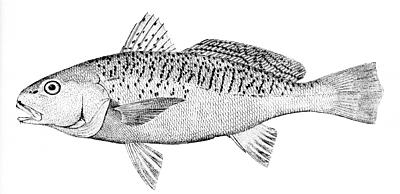
アトランティック・クローカー（Atlantic croaker）

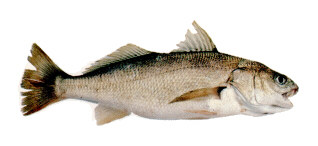
ホワイト・クローカー（White croaker）

## 艦歴
「クローカー」は1943年4月1日にコネチカット州グロトンのエレクトリック・ボート社で起工する。1943年12月19日にウィリアム・H・P・ブランディ少将の夫人によって進水し、艦長ジョン・E・リー中佐（アナポリス1930年組）の指揮下1944年4月21日に就役する。ニューロンドンを出航し、6月26日に真珠湾に到着した。

### 第1の哨戒 1944年7月 - 8月
7月19日、「クローカー」は最初の哨戒で東シナ海および黄海に向かった。8月6日夜、北緯32度10分 東経129度50分 / 北緯32.167度 東経129.833度の甑島列島近海で3,500トン輸送船を発見し、魚雷を4本発射したが命中しなかった。浮上して追撃の上、1時間後に北緯31度50分 東経130度05分 / 北緯31.833度 東経130.083度の地点で再度魚雷を3本発射したが、この攻撃も成功しなかった。8月7日12時過ぎ、北緯32度09分 東経129度53分 / 北緯32.150度 東経129.883度の長崎の真南、牛深の西方洋上で駆潜艇と対潜哨戒機に護衛され航行をしていた軽巡洋艦「長良」を発見した。「クローカー」は魚雷を4本発射したが、「長良」がジグザグ航行で転舵したため、魚雷は逸れたと半ば諦めかけていた。ところが、2分後に「長良」が元の進路に戻ってきたため、12時22分に魚雷1本が右舷後方に命中。「長良」は艦首を上にして間もなく沈没し、「クローカー」はその様子を潜望鏡越しにカラームービーで撮影した。8月14日未明には、北緯37度30分 東経125度08分 / 北緯37.500度 東経125.133度の地点でレーダーにより目標を探知し、魚雷を6本発射。うち2本が命中し、特設運送船「第七大源丸」（名村汽船、1,289トン）を撃沈した。8月16日夜にも北緯36度15分 東経125度50分 / 北緯36.250度 東経125.833度の地点で9ノットで航行する哨戒艇を発見し、魚雷を1本だけ発射。魚雷は特設掃海艇「太東丸」（西日本汽船、267トン）に命中し、爆発と閃光を残して沈没した。日本側が「太東丸」の沈没を知ったのはいく日か経ってからのことだった。翌8月17日未明、北緯35度33分 東経126度10分 / 北緯35.550度 東経126.167度の地点でレーダーにより目標を探知した「クローカー」は、魚雷を二度にわたり3本ずつ発射。1本がエラーを起こしたものの、魚雷は2本が輸送船「山照丸」（山下汽船、6,862トン）に命中し、同船は3分で沈没した。日本側は触雷を疑っていた。この攻撃で「クローカー」は魚雷を使い果たした。8月18日から8月20日までは、B-29の支援にあたった。8月31日、43日間の行動を終えてミッドウェー島に帰投。一連の功績で海軍殊勲部隊章を受章した。

### 第2の哨戒 1944年9月 - 11月
9月23日、「クローカー」は2回目の哨戒でエスカラー (USS Escolar, SS-294)、パーチ (USS Perch, SS-313) とウルフパック "Millican's Marauders"（ミリカンの略奪者）を構成し、東シナ海および黄海に向かった。10月9日夜、「クローカー」は北緯32度20分 東経128度58分 / 北緯32.333度 東経128.967度の地点でレーダーで目標を探知し、目標に接近した上で魚雷を4本発射。魚雷は4本全てが輸送船「神喜丸」（栗林商船、2,211トン）に命中し、間隔の短い爆発が続いたのち沈んでいった。10月12日未明には北緯32度11分 東経129度41分 / 北緯32.183度 東経129.683度の地点で掃海艇と思しき艦艇を発見し、魚雷を3本発射して全て命中させ、目標を撃沈したと判断された。10月17日朝、「クローカー」は北緯33度05分 東経128度27分 / 北緯33.083度 東経128.450度の地点でサンパンを発見し、40ミリ機関砲と20ミリ機銃の射撃で撃ち沈めた。10月23日未明にも北緯35度29分 東経126度05分 / 北緯35.483度 東経126.083度の朝鮮半島南西岸海域で輸送船「白蘭丸」（白洋汽船、887トン）を発見し、魚雷を4本発射して1本が命中し、白蘭丸は沈没していった。間もなく3隻のスクーナーが現れ、40ミリ機関砲と20ミリ機銃の射撃で、30トン級スクーナーを破壊した。10月24日明け方、「クローカー」は北緯33度00分 東経125度49分 / 北緯33.000度 東経125.817度の済州島西岸北方沖で、レーダーにより輸送船団と思しき複数の目標を探知する。モマ06船団に接近した「クローカー」は、4時すぎになって大型輸送船に対して魚雷を3本発射し、続いて別の大型輸送船に対して魚雷を2本、中型輸送船に対して艦尾発射管から魚雷を4本発射する。魚雷は1本が輸送船「月山丸」（日本海汽船、4,515トン）の船尾に命中し大破させ、月山丸は済州島に曳航されていった。「クローカー」はモマ06船団を追跡し続け、2隻の輸送船と1隻の護衛艦に向けて魚雷を4本発射。魚雷は輸送船「御影丸」（武庫汽船、2,741トン）に1本が命中し撃沈した。「クローカー」はモマ06船団への攻撃で魚雷を使い果たしたため帰投することとし、11月4日から5日にかけてミッドウェー島に寄港。11月10日、48日間の行動を終えて真珠湾に帰投。艦長がウィリアム・B・トーマス少佐（アナポリス1936年組）に代わった。

### 第3、第4、第5、第6の哨戒 1944年12月 - 1945年8月
12月13日、「クローカー」は3回目の哨戒でソーフィッシュ (USS Sawfish, SS-276)、ポンポン (USS Pompon, SS-267) およびアスプロ (USS Aspro, SS-309) とウルフパックを組んでルソン海峡および南シナ海方面に向かった。12月25日にサイパン島タナパグ湾に寄港するが、その夜に第七六二海軍航空隊の銀河などによる空襲に遭遇する。翌12月26日にタナパグ湾を出港し、哨区に到着。1945年に入りリンガエン湾上陸に先立って行われた、第38任務部隊（ジョン・S・マケイン・シニア中将）や第7艦隊（トーマス・C・キンケイド中将）によるルソン島への攻撃、ルソン島の戦いおよびグラティテュード作戦に対しての救助支援任務に従事することとなった。この哨戒では哨戒艇以上の敵艦と遭遇することはなく、攻撃機会もなかった。2月12日、60日間の行動を終えてフリーマントルに帰投した。
3月12日、「クローカー」は4回目の哨戒でインドシナ半島方面に向かった。この哨戒では修理のため、2度ほど細かい修理のためにフリーマントルやエクスマウス湾に一時帰還することもあった。また、この哨戒においても攻撃の機会はなかった。4月22日、42日間の行動を終えてスービック湾に帰投した。
5月15日、「クローカー」は5回目の哨戒でジャワ海に向かった。5月30日夜、南緯05度09分 東経112度36分 / 南緯5.150度 東経112.600度のジャワ海で護衛艦を伴った3隻のタンカーと思しき船のいる輸送船団を発見し、魚雷を6本発射する。6本のうち1本が2,800トン級タンカーに命中して目標は沈没したと判断される。続いて護衛艦に対して魚雷を3本発射し、1本が命中してこれも撃沈したと判定された。三番目の目標に対しても魚雷を計8本発射したが、三番目の目標に対する二度の攻撃は成功せず、三度目の攻撃で魚雷を4本発射し、1本を2,800トン級タンカーに命中させて沈め、ようやく敵を一掃することができたと記録した。一連の攻撃で特設駆潜艇「研海丸」（日本海洋漁業、89トン）に護衛された2隻のシャトルボート、「第146号交通艇」および「第154号交通艇」を撃沈した。6月5日、22日間の行動を終えてフリーマントルに帰投した。
7月1日、「クローカー」は6回目の哨戒で南シナ海および香港方面に向かった。この哨戒では一貫して空襲部隊の救助支援を担当した。8月7日から9日まで台風に翻弄され、8月13日から14日にかけてはスービック湾に寄港する。8月22日、47日間の行動を終えてサイパン島に帰投した。

### 戦後

バッファローで公開される記念艦クローカー

「クローカー」はサイパン島を出港し、真珠湾、パナマ運河を経て9月25日にテキサス州ガルベストン寄港したのちニューロンドンに凱旋。その後は1946年5月15日に退役し、大西洋予備役艦隊入りする。
1951年5月7日に再就役した「クローカー」は、ニューロンドンで訓練艦としての任務に従事した。1953年3月18日に予備役となり、ポーツマス海軍造船所で対潜潜水艦への転換が行われる。1953年4月9日に SSK-246 （対潜潜水艦）へ艦種変更され、1953年12月11日に再就役する。1954年2月に現役復帰し、東海岸及びカリブ海で活動、1957年と58年にはNATOの演習に参加しイギリスの港を訪問した。
「クローカー」は1959年8月に再び SS-246 に艦種変更される。1960年2月に特別潜水艦演習が行われ、再びイギリスを訪れる。9月に地中海、スエズ運河を経由し様々な中東の港及びパキスタンのカラチを訪問した。12月半ばにニューロンドンに帰還する。
1967年5月、「クローカー」は AGSS-246 （実験潜水艦）に艦種変更され、1968年4月2日に退役する。1971年12月20日に除籍され、同月に IXSS-246 （雑役潜水艦）に艦種変更された。1988年以降はニューヨーク州バッファローのバッファロー・エリー郡海軍軍事公園で博物館船として公開されている。
「クローカー」の6度の哨戒のうち、第1、第2、第5、第6が成功として記録された。第二次世界大戦の戦功で3個の従軍星章を受章し、撃沈した艦艇の総トン数は19,710トンに上る。